# Wyspy Dziewicze Stanów Zjednoczonych na Letnich Igrzyskach Olimpijskich 2024
Wyspy Dziewicze Stanów Zjednoczonych na Letnich Igrzyskach Olimpijskich 2024 – występ kadry sportowców reprezentujących Wyspy Dziewicze Stanów Zjednoczonych na igrzyskach olimpijskich, które odbyły się w Paryżu we Francji, w dniach 26 lipca – 11 sierpnia 2024.
Reprezentacja Wysp Dziewiczych Stanów Zjednoczonych liczyła pięcioro zawodników – kobietę i czterech mężczyzn, którzy wystąpili w 4 dyscyplinach.
Był to czternasty start Wysp Dziewiczych Stanów Zjednoczonych na letnich igrzyskach olimpijskich.

## Reprezentanci

### Lekkoatletyka
| Zawodnik       | Konkurencja | Finał    | Finał   | Źródło |
| Zawodnik       | Konkurencja | Rezultat | Pozycja | Źródło |
| -------------- | ----------- | -------- | ------- | ------ |
| Eduardo Garcia | maraton (m) | DNF      | DNF     | [ 1 ]  |

### Łucznictwo
| Zawodnik         | Konkurencja       | Runda rankingowa | Runda rankingowa | 1/32             | 1/16             | 1/8              | Ćwierćfinały     | Półfinały        | Finał            | Finał   | Źródło |
| Zawodnik         | Konkurencja       | Wynik            | Miejsce          | Przeciwnik Wynik | Przeciwnik Wynik | Przeciwnik Wynik | Przeciwnik Wynik | Przeciwnik Wynik | Przeciwnik Wynik | Pozycja | Źródło |
| ---------------- | ----------------- | ---------------- | ---------------- | ---------------- | ---------------- | ---------------- | ---------------- | ---------------- | ---------------- | ------- | ------ |
| Nicholas D'Amour | indywidualnie (m) | 673              | 16.              | Saito P 4–6      | NQ               | NQ               | NQ               | NQ               | NQ               | NQ      | [ 2 ]  |

### Pływanie
| Zawodnik           | Konkurencja               | Eliminacje | Eliminacje | Półfinał | Półfinał | Finał | Finał | Źródło |
| Zawodnik           | Konkurencja               | Czas       | Poz.       | Czas     | Poz.     | Czas  | Poz.  | Źródło |
| ------------------ | ------------------------- | ---------- | ---------- | -------- | -------- | ----- | ----- | ------ |
| Natalia Kuipers    | 400 m st. dowolnym (k)    | 4:33,46    | 20.        | NQ       | NQ       | NQ    | NQ    | [ 3 ]  |
| Maximillian Wilson | 100 m st. grzbietowym (m) | 54,49      | 27.        | NQ       | NQ       | NQ    | NQ    | [ 4 ]  |

### Szermierka
| Zawodnik      | Konkurencja              | 1/32             | 1/16             | 1/8              | Ćwierćfinały     | Półfinały        | Finał/o 3. miejsce | Finał/o 3. miejsce | Źródło |
| Zawodnik      | Konkurencja              | Przeciwnik Wynik | Przeciwnik Wynik | Przeciwnik Wynik | Przeciwnik Wynik | Przeciwnik Wynik | Przeciwnik Wynik   | Pozycja            | Źródło |
| ------------- | ------------------------ | ---------------- | ---------------- | ---------------- | ---------------- | ---------------- | ------------------ | ------------------ | ------ |
| Kruz Schembri | floret indywidualnie (m) | Broszus P 8-15   | NQ               | NQ               | NQ               | NQ               | NQ                 | NQ                 | [ 5 ]  |